# Бендорф (Бёрде)
Бендорф (нем. Beendorf) — община в Германии, в земле Саксония-Анхальт, район Бёрде. Подчиняется управлению Флехтинген. Население составляет 926 человек (на 31 декабря 2010 года). Занимает площадь 6,83 км².
Входила в состав района Оре, объединённого в 2007 году с районом Бёрде.

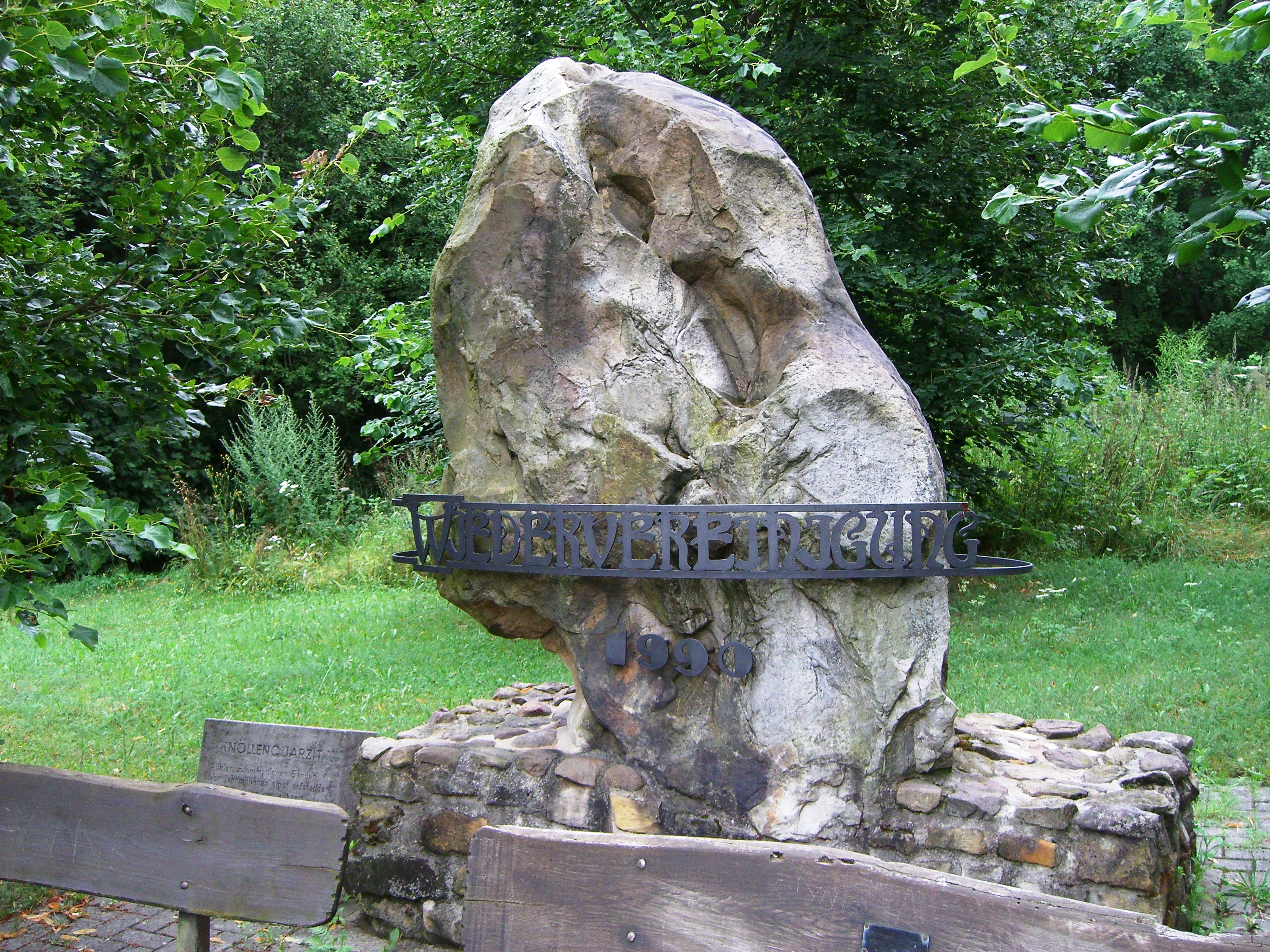

## Население
| Год  | Численность | Численность |
| ---- | ----------- | ----------- |
| 2014 | 898         | [ 4 ]       |
| 2017 | 917         | [ 1 ]       |
| 2019 | 908         | [ 5 ]       |
| 2021 | 834         | [ 6 ]       |
| 2022 | 837         | [ 7 ]       |
| 2023 | 849         | [ 2 ]       |